# Knowledge Graph

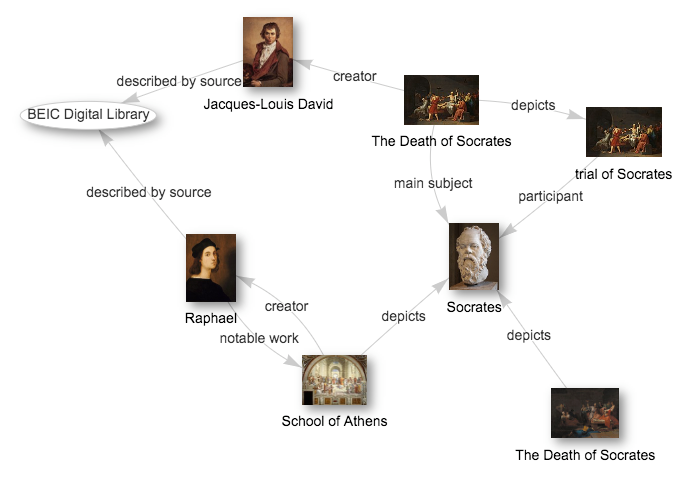
Wikidata Graph zu Sokrates

Knowledge Graph (deutsch: Wissensgraph) ist eine Technik zur Darstellung von Wissen in einer strukturierten Form, die es Maschinen ermöglicht, semantische Zusammenhänge zwischen verschiedenen Informationen zu verstehen und zu verarbeiten. 

## Definition und Bedeutung
Ein Knowledge Graph ist eine Datenstruktur, die Wissen in Form von Entitäten (Knoten) und deren Beziehungen (Kanten) speichert. Diese Struktur ermöglicht eine tiefere Bedeutungserkennung und eine bessere Suchmaschinenoptimierung. Der Begriff wurde insbesondere durch Google bekannt, als das Unternehmen 2012 seinen eigenen Knowledge Graph einführte.

## Struktur und Funktionsweise
Ein Knowledge Graph besteht typischerweise aus:
- Entitäten: Repräsentationen realer oder abstrakter Objekte (z. B. Personen, Orte, Begriffe).
- Eigenschaften: Attribute, die Entitäten beschreiben (z. B. Geburtsdatum einer Person).
- Beziehungen: Verknüpfungen zwischen Entitäten (z. B. "Albert Einstein ist der Autor von Relativitätstheorie").

Diese Informationen werden häufig mit Hilfe von Ontologien und standardisierten Datenformaten wie RDF (Resource Description Framework) und OWL (Web Ontology Language) modelliert.

## Anwendungen
Knowledge Graphs haben zahlreiche Anwendungen, darunter:
- Suchmaschinen: Google, Bing und andere Suchmaschinen nutzen Knowledge Graphs, um Suchergebnisse zu verbessern.
- Wissensmanagement: Unternehmen verwenden sie, um internes Wissen zu organisieren.
- Künstliche Intelligenz: Sie sind eine Grundlage für intelligente Assistenten wie Siri oder Alexa.
- Empfehlungssysteme: Streaming-Dienste wie Netflix nutzen sie zur Verbesserung ihrer Inhaltsvorschläge.

## Bekannte Knowledge Graphs
Einige der bekanntesten Knowledge Graphs sind:
- Google Knowledge Graph – eingeführt 2012 zur Verbesserung der Suchergebnisse.
- Wikidata – eine offene Datenbank, die von Wikimedia betrieben wird.[3]
- DataCite PID Graph – ein Forschungsinformationsnetzwerk zur Verknüpfung wissenschaftlicher Daten.[4]
- Open Research Knowledge Graph (ORKG) – eine Plattform zur Strukturierung und Vernetzung wissenschaftlicher Publikationen.[5]
- Facebook Entity Graph – zur semantischen Analyse von Facebook-Daten.

## Zukunftsaussichten
Mit dem Fortschritt von Künstlicher Intelligenz und dem Web3.0-Ansatz werden Knowledge Graphs zunehmend eine zentrale Rolle in der digitalen Informationsverarbeitung spielen. Durch die Kombination mit Machine Learning und Natural Language Processing (NLP) könnten sie künftig noch präzisere und intelligentere Anwendungen ermöglichen.